# 葉夫根尼婭·卡納耶娃
葉夫根尼婭·卡納耶娃（俄语：Евгения Олеговна Канаева，羅馬化：Evgeniya Olegovna Kanaeva，1990年4月2日—），俄羅斯女子韻律體操選手。 她贏得了2008年北京奧運與同年歐洲體操錦標賽的韻律體操個人全能冠軍。2009年在日本三重縣舉辦的第29屆韻律體操世界錦標賽，她更一舉囊括所有個人項目的六面金牌 (團隊競賽，個人全能跟四個單項)，打破紀錄，成為韻律體操歷史上第一位在單一屆世界錦標賽中拿下最多面金牌的選手。2011年在法國蒙彼利埃舉辦的第31屆韻律體操世界錦標賽，她再度追平自己在單一屆世錦賽囊括所有個人項目六面金牌的紀錄，並追平前輩選手Maria Petrova（1993/1994/1995）跟María Gigova（1993/1994/1995），達成世錦賽個人全能冠軍三連霸的紀錄。2012年8月11日卡納耶娃在倫敦奧運衛冕成功，成為韻律體操史上首位完成個人全能二連霸及贏得兩面個人全能金牌的選手。

## 生平

### 童年時期
葉夫根妮亞‧卡納耶娃生於1990年4月2日俄羅斯西伯利亞的城市鄂木斯克，母親斯韋特蘭娜(Svetlana Kanaeva) 過去也曾是韻律體操選手，並獲得過「運動大師(Master of Sports) 」 的頭銜。然而，將她帶進到韻律體操世界的人，卻是對韻律體操跟花式溜冰著迷的外祖母，那時她才六歲。自小，卡納耶娃就已經展現了巨大的天賦。她的第一任教練婭賴絲(Elena Arais ,卡納耶娃現任教練施特爾鮑姆斯Vera Efremovna Shtelbaums的女兒) 對她學習困難動作的熱情留下深刻的印象。在同一所體操學校任教的施特爾鮑姆斯也回憶道，卡娜耶娃總是花很長時間練習，即使其他學員都已離開。這令她的外祖母經常都要在又黑又冷的走廊裏等候孫女，待她練習完畢後帶她回家。當時，那所韻律體操學校的環境欠佳，走廊不單又冷又黑，而且沒有坐位。施特爾鮑姆斯看到卡娜耶娃的外祖母在那裡等候，就會叫她放學回家去。不過，外祖母並不著急，反而鼓勵孫女繼續練習下去。卡納耶娃憶述外祖母對她的影響時，說小時候每次她練習完畢回家後，外祖母都會吩咐她把當天所學的動作重複再做一遍，就如多上一次體操課般。除了鍾情於韻律體操外，小卡娜耶娃也以她的仁慈及對他人的關心著稱。她被訓練人員跟她童年朋友的父母暱稱為「德蕾莎修女」。
卡納耶娃12歲的時候入選鄂木斯克少年韻律體操選手代表團到莫斯科參與選拔。她的表現吸引到少年組負責人扎里波娃(Amina Zaripova)的注意，因而被邀請到奧林匹克後備運動員體校接受訓練。由於施特爾鮑姆斯當時正在莫斯科擔任同是來自鄂木斯克的恰奇娜(Irina Tchachina)的專屬教練，所以卡納耶娃得到她良好的監督與照顧，並且進步神速。2003年卡納耶娃以少年組選手身份，隨恰奇娜及卡巴耶娃，代表俄羅斯天然氣工業股份公司(Gazprom)赴日本參加世界體操會錦標賽(又稱為Aeon Cup) ，贏得冠軍。大約在此期間，俄羅斯韻律體操國家隊的首席教練維納(Irina Aleksandrovna Viner) 開始留意她，並接納她到俄羅斯「諾沃戈斯克」國家隊訓練中心(Novogorsk Training Centre)接受訓練。
維納曾在訪問中表示，這段時期是卡娜耶娃的關鍵時期，因為「百聞不如一見，卡巴耶娃過去也同樣是跟著其他精英選手一起接受訓練。道理就如杉樹不會單獨一株在沙漠生長，應該是在杉樹林中生長一樣。在這點上，卡納耶娃是幸運的，因為我跟施特爾鮑姆斯決定讓她待在國家隊訓練中心。在這裏，她開始展現她的聰穎、天分及對韻律體操的熱愛。」

### 展露頭角
卡娜耶娃晉升到成年組後並非一帆風順，因為俄羅斯有的是韻律體操的人才。2004年，在卡巴耶娃跟恰奇娜分別贏得雅典奧運金銀牌後，瑟西娜跟卡普拉諾娃被提拔且漸漸地成為俄羅斯韻律體操界的領軍人物。由於卡巴耶娃依然在役，卡娜耶娃缺乏一展所長的空間。不過，她沒有鬆懈下來，不停努力練習，機會終於在2007年時降臨。
2007年夏天，在阿塞拜疆巴庫舉辦的歐洲錦標賽，俄羅斯代表隊原定的參賽選手是卡巴耶娃、瑟西娜跟卡普拉諾娃。然而就在開賽前幾天，卡巴耶娃因傷不得不臨時退賽，令維納決定將這個重責大任託付予卡娜耶娃，讓她代替卡巴耶娃上場做帶操這一項目。儘管準備倉卒，但卡娜耶娃第一次在國際舞台上的演出沒有讓她的教練們跟支持者失望。卡納耶娃贏得了個人帶操跟團隊競賽金牌。幾個月後，她在希臘帕特雷(Patras)舉行的世界錦標賽再度贏得團隊競賽金牌。

### 奧運賽季
隨著參加北京奧運的機會提昇，卡納耶娃在2008年的表現非常傑出且驚人。她所有成套(繩、環、棒跟彩帶)的編排都充滿高難度的動作，而且選擇的音樂也能充分展現出她的特點。尤其是她的帶操，搭配著重新編曲以鋼琴演奏的俄羅斯名曲「莫斯科郊外的夜晚 (Подмосковные Вечера) 」，讓人難忘且心醉。
2008年賽季初始，卡納耶娃還處在瑟西娜、卡普拉諾娃跟當時的世界冠軍烏克蘭選手安娜·貝索諾娃的光環之下。然而到了春季中期，她已經能克服一切困難，並在所有她參與的世界杯跟大獎賽的分站賽中贏得個人全能冠軍。在5月份舉行的俄羅斯國家錦標賽中，她也贏得個人全能的金牌。緊接著，六月在義大利都靈舉行的歐洲錦標賽，她不再像一年以前般是個替補或後備選手，而是俄羅斯代表隊中地位穩固的成年組選手了。她在四個器械項目均以高分領先對手，打敗了貝索諾娃跟卡普拉諾娃，拿下歐錦賽個人全能冠軍。至此，在維納心中，卡納耶娃已經自動成為參加奧運的頭號人選。之後，維納指派卡納耶娃跟卡普拉諾娃代表俄羅斯參加北京奧運。
在奧運個人全能決賽中，卡納耶娃是所有晉級決賽者中年紀最輕，但表現最鎮定且失誤最少的選手。她曾表示，「奧運跟所有其他比賽不同。你必須專心一致，專注於器械跟比賽場。你不能分心在其他事情上。我告訴自己，那天傍晚一切都會很好，不需要擔心。」在這樣的心裡狀態下，卡娜耶娃以非常優異的成績75.50分贏得奧運冠軍，總分拋離第二名白俄羅斯的朱科娃(Inna Zhukova) 3.50分。維納在訪問中曾說：「卡納耶娃跟銀牌選手之間巨大的領先差距是非常罕見，在未來的奧運比賽很難有人能再度辦到。」

### 破紀錄
由於新規則的實施，卡納耶娃的風格在2009年有了很大的轉變。由於傷患加上因過度比賽而造成的勞累，這個轉變在賽季初不是十分順利。她自己也在訪問中承認，剛開始時，新的成套編排與教練間的配合並不協調。因此，2009年賽季初段她經歷過艱困時期。因此儘管在所有的個人全能競賽中她保持不敗，但在少數幾個比賽的單項決賽中，卻曾被瑟西娜跟貝索諾娃擊敗過。無論如何，到了五月在巴庫舉辦的歐洲錦標賽，卡納耶娃拿下了所有4個單項的金牌，再加上一個團隊競賽金牌。七月份她更分別在世界大學運動會及世界運動會囊括所有韻律體操項目的金牌，總共九面。事實上，她在世界大學運動會的五面金牌直接幫助了俄羅斯代表隊在獎牌榜衝上第一位。為此，俄羅斯總統德米特里·梅德韋傑夫公開讚揚卡納耶娃的貢獻。此外，她還被2009年世界大學運動會的官方網站稱為「賽會的最佳女主角(Heroine of the Games) 」。
到了九月，韻律體操世界錦標賽在日本三重縣展開。卡納耶娃在資格賽所有器械項目均以排名第一的絕對優勢，晉級個人全能決賽。她拿下了四個單項金牌，加上與隊友卡普拉諾娃、孔達科娃(Darya Kondakova)及德米特里耶娃 (Darya Dmitrieva)一起贏得的團隊競賽金牌，在個人全能決賽前，已經贏了五面金牌，追平了前輩同胞選手柯斯汀娜(Oksana Kostina)於1992年所創下單一屆世界錦標賽獲金牌最多的紀錄。
雖然賽前沒人期望這會是個破紀錄的世界錦標賽，但卡娜耶娃的堅定意志力在個人全能決賽表露無遺。第三輪的比賽結束後，她領先第二名的同胞隊友孔達科娃僅0.850分。在最後一輪的比賽中，孔達科娃漂亮地在繩操拿下了28.400的高分，令比賽場館的氣氛頓時變得緊張萬分。在等待過5位決賽選手完成她們的表演後，被安排至最後出場的卡娜耶娃手握著球踏上比賽的體操毯。結果她以冠軍級的表現，0.600的分差，贏得了第六面金牌，同時刷新了在單一屆世界韻律體操錦標賽獲金牌最多的紀錄。在身心都極度疲累的情況下，卡納耶娃在教練們的擁抱中灑下淚水。俄羅斯總統德米特里·梅德韋傑夫亦發出電報祝賀卡納耶娃破紀錄的成就。

### 場上場下
卡納耶娃的成功不但使她在俄羅斯及全世界受到讚譽，並且也延續了鄂木斯克培育傑出韻律體操選手的優良傳統。運動評論員及前韻律體操選手烏迪雅舍娃(Lyaisan Utyasheva)曾形容「卡納耶娃是恰奇娜跟卡巴耶娃的綜合體」。然而，卡納耶娃並不想成為這些偉大選手的模仿者。 在多次的訪問中，當被問及她對成功的看法及未來計劃時，她回應說自己是活在當下的人，而每一次的勝利都激發她繼續進步。她的第一任教練婭賴絲曾說，卡納耶娃總是奉行「贏家或輸家」的原則，這點讓她從剛接觸韻律體操的那一刻開始，就跟其他的選手有別。對卡納耶娃而言，「勝利跟失敗都有寶貴的功課需要學習。面對勝利時，最重要的是不要被沖昏頭，要腳踏實地，繼續向前努力練習，並且享受生命的樂趣。運動員並不為一次的勝利而活。一個真正的運動員要能同時面對贏跟輸。」
雖然卡納耶娃總是很尊重教練的指示，但她也不吝於對她的成套跟表現給予意見。年復一年，她不斷嘗試在動作與風格上作出突破。她表示自己的目標不僅僅是分數跟獎牌，卻是渴望能夠以出色的表現來吸引觀眾。
她的教練施特爾鮑姆斯表示，卡納耶娃具有成為好教練的資質，因為她總是很細心的指導年輕選手。目前，卡納耶娃就讀於西伯利亞州立體育大學。當被問及退役後有何打算時，卡納耶娃表示希望學習繪畫跟彈鋼琴。她也曾在其他的訪問中提到希望將來能學習外文，譬如英文，跟電腦方面的課程。母親斯韋特蘭娜說， 女兒在這方面已作過很細心的考慮，所有比賽的獎金都已被存起來打算作為將來教育之用。
2009年底，卡納耶娃在家鄉鄂木斯克被授與俄羅斯「功勛運動大師(Merited Master of Sports) 」的頭銜。恰奇娜應邀擔任授勛嘉賓。

### 紀錄
2009年29屆日本三重縣世錦賽
1. 卡纳耶娃在2009年日本三重縣世錦賽創紀錄贏得六面金牌，她是韻律體操史上第一位在單一屆世錦賽拿下六面金牌的選手。

2011年31屆法國蒙彼利埃世錦賽
1. 她追平前輩選手 Maria Petrova (1993/1994/1995)跟 María Gigova (1969/1971/1973)，達成世錦賽個人全能冠軍三連霸的紀錄。
2. 她是首位完成個人全能冠軍三連霸而沒有跟其他選手共享冠軍頭銜的選手。(Maria Petrova跟María Gigova都曾經跟其他選手共享世錦賽個人全能冠軍頭銜)
3. 這是卡納耶娃第二次在世錦賽囊括所有個人項目六面金牌，追平她自己在2009年日本三重縣世錦賽所創下的紀錄。
4. 她是第一位在韻律體操世錦賽贏得所有單項金牌的選手。(5個器械單項金牌，繩、環、球、棒跟彩帶)
5. 她追平Maria Petrova贏得三次環的單項金牌。
6. 她追平Ekaterina Serebrianskaya 跟 Lilia Ignatova贏得三次球的單項金牌。
7. 她是韻律體操史上贏得最多世錦賽金牌的選手，總共17面金牌。

2011年捷克布爾諾大獎賽
1. 2011年10月16日, 卡納耶娃在捷克布爾諾大獎賽彩帶決賽中獲得30分滿分，她在難度、藝術跟完成分都拿到完美十分。她是韻律體操史上第一位在30分制的評分系統下拿到滿分的選手。

## 家庭
父親奧列格，2013年10月8日自剛舉行古典式摔跤世界盃的土耳其返國，在飛機上心臟病發過世。
丈夫伊果·馬薩托夫是效力於大陸冰球聯賽（KHL）UFA俱樂部薩拉瓦特約拉夫隊的冰球選手，两人于2013年6月8日結婚同年8月維納宣布卡納耶娃已經懷孕。2014年3月19日，卡納耶娃和丈夫迎來第一個孩子，並為這個男孩取名弗拉基米爾（Vladimir）。卡納耶娃已經於2018年離婚。

## 歷年成套音樂
| Year | Apparatus                      | Music title |
| ---- | ------------------------------ | --- |
| 2012 | Hoop (third)                   | "The Rite of Spring", by Igor Stravinsky                                                                                            |
| 2012 | Hoop (second)                  | "Egypt Is Yours For Only One Day" (Cleopatra OST), "To Speed You on Your Way", "In The Eyes of the Gods We Are One" by Trevor Jones |
| 2012 | Hoop (first)                   | "Liebestraum", by Franz Liszt |
| 2012 | Ball (second)                  | "Concerto (Ballet)" (Les Demoiselles de Rochefort OST), by Michel Legrand                                                           |
| 2012 | Ball (first)                   | Sleuth OST by Patrick Doyle |
| 2012 | Clubs                          | "Poeta (remix)", original by Vicente Amigo, remix by Maxime Rodriguez                                                               |
| 2012 | Ribbon                         | "Fantasie Impromptu", by Frédéric Chopin                                                                                            |
| 2012 | Gala at EC Nizhny Novgorod     | "L-O-V-E", by Nat King Cole (performed by Joss Stone)                                                                               |
| 2011 | Hoop                           | "L'Ete Indien", by Joe Dassin |
| 2011 | Ball (second)                  | "Elegy in E-Flat Minor", by Sergey Rachmaninov                                                                                      |
| 2011 | Ball (first)                   | "Picture of Dorian Gray", by Charlie Mole; "Catch the Falling Sky", by Immediate Music                                              |
| 2011 | Clubs                          | "Bolero", by Maurice Ravel |
| 2011 | Ribbon                         | "Fantasie Impromptu", by Frédéric Chopin                                                                                            |
| 2011 | Gala at EC Minsk               | "You Lost Me", by Christina Aguilera                                                                                                |
| 2010 | Rope (second)                  | Smuglyanka Moldovanka |
| 2010 | Rope (first)                   | "Pigalle (Interlude)", by Patricia Kaas                                                                                             |
| 2010 | Hoop                           | "The Rite of Spring", by Igor Stravinsky                                                                                            |
| 2010 | Ball                           | "Mix of Loss and Decision", by Zbigniew Preisner                                                                                    |
| 2010 | Ribbon                         | "Tango", by Denis SungHô, Soledad Group                                                                                             |
| 2010 | Gala at GP Thiais              | "Notre Dame de Paris" (musical) |
| 2010 | Gala at EC Bremen              | "Oblivion", by Astor Piazzolla |
| 2010 | Gala at WCH Moscow             | "Who Wants to Live Forever", by Queen, Sarah Brightman version                                                                      |
| 2009 | Rope (second)                  | "Kadril Veselaya", by Svetoch |
| 2009 | Rope (first)                   | "Carmen Suite", Rodion Shchedrin |
| 2009 | Hoop                           | "Fantasia on Russian Folksongs", by Anton Arensky                                                                                   |
| 2009 | Ball (second)                  | "Concierto de Aranjuez", by Joaquín Rodrigo                                                                                         |
| 2009 | Ball (first)                   | Spartacus, by Aram Khachaturian |
| 2009 | Ribbon                         | "Padam Padam", by Edith Piaf |
| 2009 | Gala-Autumn                    | "You are in My September", by Igor Krutoy                                                                                           |
| 2009 | Gala (WCH Mie)                 | Basement Jaxx |
| 2008 | Rope                           | "El Conquistador", by Maxime Rodriguez                                                                                              |
| 2008 | Hoop                           | "Tristan & Iseult", by Maxime Rodriguez                                                                                             |
| 2008 | Clubs                          | "Jota Aragonesa", by Glinka |
| 2008 | Clubs at LA Lights             | (same music as CariPrato 2007) |
| 2008 | Ribbon                         | "Moscow Nights", by Igor Krutoy, composed by Vasily Solovyov-Sedoi                                                                  |
| 2008 | Gala-2 Ribbons                 | "Kadril Veselaya", by Svetoch |
| 2008 | Gala-Autum                     | "You are in My September", by Igor Krotoy                                                                                           |
| 2007 | Rope                           | Ivan Petrovich Larionov |
| 2007 | Hoop                           | "La forza del destino", by Giuseppe Verdi, composed by Pompon Finkelstein                                                           |
| 2007 | Clubs (second)                 | — |
| 2007 | Clubs (first)                  | "Act 1 Largo al factotum", by Gioachino Rossini                                                                                     |
| 2007 | Ribbon                         | "Walls of Akendora", by Keiko Matsui                                                                                                |
| 2007 | Gala (CariPrato with Ermakova) | "Song #1", by Serebro |
| 2007 | Gala-2 Ribbons (WCH Patras)    | "Kadril Veselaya", by Svetoch |
| 2006 | Rope                           | "Playing Marilyin Monroe", by Oleg Kostrow                                                                                          |
| 2006 | Ball (second)                  | "Moonlight Rumba", by Gustavo Montesano                                                                                             |
| 2006 | Ball (first)                   | "Earthsong", by Karunesh |
| 2006 | Clubs                          | — |
| 2006 | Ribbon                         | "Walls of Akendora", by Keiko Matsui                                                                                                |
| 2006 | Gala-free hand                 | "Earthsong", by Karunesh |
| 2005 | Rope                           | "Laissez Moi Me Griser", by Maurice El Mediouni                                                                                     |
| 2005 | Hoop                           | "Big Drum, Small World", by Dhol Foundation                                                                                         |
| 2005 | Clubs                          | "Animals", by X-Mode |
| 2005 | Ribbon                         | "Besame Mucho", by Gadjo |
| 2004 | Rope                           | "Black Cat, White Cat", by Goran Bregovic                                                                                           |
| 2004 | Ball                           | PC Game Pharaoh OST, mix of jakb+jrj-Hb-sd                                                                                          |
| 2004 | Clubs                          | "Hey Pachuco" (The Mask OST), by Royal Crown Revue                                                                                  |
| 2004 | Clubs (Aeon Cup)               | — |
| 2004 | Ribbon                         | "Besame Mucho", by Gadjo |
| 2003 | Rope                           | "Black Cat, White Cat", by Goran Bregovic                                                                                           |
| 2003 | Ball                           | — |
| 2003 | Clubs                          | — |
| 2003 | Ribbon                         | "I Wanna Be Like You", by Big Bad Voodoo Daddy                                                                                      |

## 外部連結
- 葉夫根尼婭·卡納耶娃在International Gymnastics Federation（英语）
- 葉夫根尼婭·卡納耶娃在Olympics.com（英语）
- 葉夫根尼婭·卡納耶娃在Olympedia（英语）
- 葉夫根尼婭·卡納耶娃在International World Games Association（英语）
- Zhenya Kanaeva Gymnasium (Evgenia Kanaeva unofficial fans website) （页面存档备份，存于）